# Blantyre
Blantyre er en by i den sydlige del af Malawi, der med et indbyggertal (pr. 2008) på cirka 732.000, er landets største by. Byen er hovedstad i landets Sydregion, og er opkaldt efter en by af samme navn i Skotland, hvor den opdagelsesrejsende David Livingstone blev født. 
15°40′S 34°58′Ø / 15.667°S 34.967°Ø